# Lewinia
Lewinia és un gènere d'ocells de la família dels ràl·lids (Rallidae). Aquests rasclons habiten a illes del Pacífic, des de les Filipines, Moluques, Nova Guinea, Austràlia i Nova Zelanda, a més d'illes properes a aquestes.

## Llista d'espècies
Segons la classificació del Handbook of the birds of the World Alive (2017) aquest gènere està format per 4 espècies:
- rascló de Luzon (Lewinia mirifica).[2]
- rascló de les Auckland (Lewinia muelleri).[3]
- rascló de Lewin (Lewinia pectoralis).[4]
- rascló capvermell (Lewinia striata).[5]